# Fantasy Empires
Fantasy Empires ist ein rundenbasiertes Strategiespiel auf Grundlage des Rollenspielregelwerks Dungeons & Dragons. Es wurde von Silicon Knights entwickelt und erschien 1993 über SSI.

## Spielprinzip
Das Design des Spiels ist eine Abwandlung des zuvor vom selben Entwickler veröffentlichten Cyber Empire und erinnert an das Brettspiel Risiko. Es gilt, sämtliche 98 Königreiche der D&D-Kampagnenwelt Mystara zu übernehmen, wobei neben Kampf auch Diplomatie oder Magie angewandt werden können. Das Spiel kann allein gegen den Computer oder bis zu vier Mitspieler gespielt werden.
Im Kampagnenmodus erschafft der Spieler zunächst nach dem AD&D-Regelwerk einen Spielercharakter, der als Armeeführer fungiert und dessen Eigenschaften und Fähigkeiten sich auf die Leistung der Armeen auswirken. Die Armeen rekrutieren sich aus den für D&D typischen Rassen und Klassen, dazu kommen Belagerungswaffen wie Katapulte und Rammen. Mit seinen Armeen erobert der Spieler angrenzende Territorien, was zur Steigerung der Geldeinnahmen führt, die wiederum in den Ausbau der Armeen und Territorien investiert werden können. Dazu zählen auch die Errichtung von Gebäuden wie Tempeln (zur Rekrutierung von Klerikern und Magiern), Festungsausbauten oder Kasernen. Daneben gibt es Helden, die auf Missionen zur Entdeckung besonderer magischer Gegenstände geschickt werden können. Sofern sie diese Abenteuer und Angriffe auf Territorien überleben, sammeln sie wie in einem Rollenspiel Erfahrung und werden mächtiger, was ihren Wert als Anführer von Eroberungstrupps steigert.
Für den Kampf wechselt das Programm in eine taktische Übersichtskarte des zu erobernden Territoriums. Der Spieler kann seinen Truppen einen von vier allgemeinen Verhaltensanweisungen geben (Harrass, Barrage, Assault, Retreat). Ansonsten führt er die Kontrolle über einen Helden oder alternativ einen Angriffstrupp. Der Ausgang des Kampfes kann auch einer Computerberechnung überlassen werden, die anschließend das Ergebnis mitteilt. Auch reguläre Truppen sammeln durch Kämpfe Erfahrung und können in zwei Stufen zu Veteranen und Elite-Einheiten aufsteigen, was ihre Kampffähigkeiten verbessert.
Am oberen Bildschirmrand findet sich die Darstellung eines älteren Mannes, der den für Rollenspiele typischen Dungeon Master verkörpert. Er kommentiert das Spielgeschehen oder gibt bisweilen Aktionshinweise für den Spieler. Für den Abschluss einer Kampagne erhält der Spieler ähnlich wie im Rollenspiel Erfahrungspunkte.  Das erhöht in neuen Kampagnen die Steuereinnahmen für jedes eroberte Gebiet und ermöglicht die Auswahl stärkerer Computergegner.
Neben dem Kampagnenmodus existieren zehn Szenarien, in denen man vorgegebene Ziele erreichen muss und bereits über eine gewisse Anzahl an Armeen und Geld besitzt.

## Rezeption
“Aside from that bit of levity, Fantasy Empires is a serious game of strategy and arcade action, one you won't win in one sitting. Great graphics, sound, and gameplay make Fantasy Empires an addicting winner.”

„Abgesehen von dieser Portion Unbeschwertheit ist Fantasy Empure ein ernst zu nehmendes Spiel aus Strategie und Arcade Action, eines, dass man nicht während einer Spielsitzung gewinnt. Großartige Grafik, Sound und Spielprinzip machen Fantasy Empire zu einem süchtig machenden Knaller.“

“Overall, Fantasy Empires was a solid and fun strategy game, as well as an oddly forgotten credit for an excellent developer.”

„Unterm Strich war Fantasy Empires ein solides und spaßiges Strategiespiel, dazu noch eine seltsamerweise in Vergessenheit geratene Referenz für einen exzellenten Entwickler.“

“Aside from this correctable anomaly, Fantasy Empires excels at all levels. […] This game's ability to keep you coming back time and again is not fantasy, it's reality.”

„Abgesehen von dieser behebbaren Anomalie sticht Fantasy Empires in allen Bereich hervor. […] Die Fähigkeit des Spiels, dich immer wieder dazu zu bringen es erneut zu spielen, ist keine Fantasy, es ist Ralität.“